# Prostozidarstvo
Prostozidárstvo (tudi masónstvo ali framasónstvo) je mednarodno »bratsko« društvo. Člani tega društva se združujejo v posameznih enotah - ložah, in si delijo podobne ideale moralne in metafizične narave.
Pojavljajo se različna tolmačenja o opredeljenosti te organizacije (k čemur pripomore dejstvo, da obstaja več Prostozidarskih organizacij oz. struj) tako do religije, kot do drugih nazorskih vprašanj. Okoliščine, v katerih delujejo posamezne lože držav sveta lahko narekujejo določene odklone od globalne prostozidarske miselnosti (kar je v veliki meri odvisno tudi od "veje" ali struje prostozidarstva), ki v osnovi sloni na subjektivnosti in misticizmu, zato je težko v celosti podati njegovo stvarno podobo.
Mehanizem prostozidarstva načeloma temelji na skrivnostih, čeprav so edine moderne skrivnosti metode prepoznavanja - zato tudi člani lož, ki so povečini organizirane tajno (z izjemami, kot so ZDA in Združeno kraljestvo) svojega članstva v bratovščini po večini ne razkrivajo, nekateri zunanji opazovalci pa so tudi mnenja, da člani niso popolnoma poučeni o njihovem delovanju. Tako je nastalo mnogo različnih tolmačenj in legend o nastanku te organizacije. Uradno je Združena Velika Loža Anglije nastala leta 1717 v Londonu, z združitvijo dveh predhodnih velikih lož ("Antients" in "Moderns"), mnogi pa postavljajo datume začetka (Prosto)zidarskih zvez tudi v predcivilizacijska obdobja. Uradna zgodovina Prostozidarstva pravi, da se je prostozidarstvo razvilo iz cehovskih lož zidarjev in gradbenikov v srednjem veku, katerih organizacija in rituali naj bi izhajali iz časov gradnje prvega (Salomonovega) templja v Izraelu.
V globalnem smislu v prostozidarstvu ni vrhovne avtoritete, ki bi za vse lože in ob vsakem času predpisovala obvezen nauk. Sorodnosti med ložami se kažejo v interpretaciji simbolov, ki so ključnega pomena v njihovem delovanju. Pravi cilji in nameni so po mnenju nekaterih poznani samo redkim izbrancem, ki zaupanih skrivnosti ne izdajajo. Zaradi takega načina delovanja se pogosto pojavljajo obsodbe javnosti, ki ji »nevidna roka, ki povsod plete mreže« ni pogodu.
O prostozidarstvu kot pojavu, ki privlači in odbija duhove, pišejo mnogi pisci. Objektivnost tovrstne literature je večinoma vprašljiva, saj sam ustroj organizacije preprečuje nepristranskost oziroma točnost podatkov. Bratje skrivnosti ne bodo izdali, nečlani pa težko objektivno pišejo o organizaciji v katero niso vključeni; po drugi strani pa člani na svoje dejavnosti in svet gledajo skozi pogled prostozidarstva.

## Dobrodelnost v Prostozidarstvu
Eno od osnovnih načel (Fides, Spes et Caritas - Vera, Upanje in Dobrodelnost) Prostozidarstva je dobrodelnost.
Po vsakem delu lože vedno zakroži tudi ti. "vdovina puščica" za zbiranje dobrodelnih prispevkov. Večina teh se anonimno razdeli med pomoči potrebne (med drugim tudi vdovam Bratov Prostozidarjev), v nekaterih primerih pa je namen točno določen. V Veliki Britaniji je za dobrodelnost Velike lože odgovorna "Velika dobrodelna organizacija" , ki je za loterijo drugi največji donator v dobrodelne namene, v ZDA je en od najbolj vidnih delov Prostozidarske dejavnosti mreža 22 bolnišnic za otroke  Prostozidarske organizacije Shriners, Vitezi Templarji pa skrbijo za bolnišnico Sv. Janeza v Jeruzalemu.

## Organizacija Velikih Lož in Velikih Orientov
Velike lože in Veliki orienti so neodvisna in suverena telesa, ki pokrivajo določeno državo, zvezno državo oz. neko območje. Ena od izjem tega pravila so "United Grand Lodges of Germany" (Združene Velike lože Nemčije), kjer je pod okriljem ene mednarodno priznane Velike lože zbranih 5 delno neodvisnih Velikih lož, ki se razlikujejo v svojem izvoru, in ki (lahko) delujejo na celotnem območju Nemčije.
Glavnega sveta, ki bi predsedoval vsem prostozidarskim ložam ni. Obstajata dve večji veji prostozidarstva: »regularne« Velike lože, ki jih priznava Združena velika loža Anglije (za sprejetje v njih je pogoj vera v Višje Bitje - po domače, v kateregakoli boga - ki ga v prostozidarstvu predstavlja Veliki Arhitekt, in ki sprejemajo v članstvo samo moške), in liberalni Veliki Orienti (kjer te zahteve ni in je vir moralnega nauka prepuščen vsakemu članu), ki jih priznava Grand Orient de France. Kot povsod, obstajajo izjeme - nekatere Velike lože priznava Francoski Veliki Orient, nekatere oriente pa "Angleška" Velika loža.

## Druge Prostozidarske organizacije
Poleg dveh zgoraj omenjenih "zvez", oziroma skupnosti medsebojno priznanih Velikih lož obstaja še veliko manjših "Prostozidarskih" in kvazi-prostozidarskih organizacij - na primer "Order of Women Freemasons" , ki sprejema le ženske, je pa v vseh ostalih pogledih "regularen"; ter "Le Droit Humain" , ki je precej bolj liberalen (kar pomeni, da jih ne zanima dejstvo ali veruješ v višje/višjo bitje/silo ali ne), in ki sprejema tako moške kot ženske člane. Člani regularnih lož (torej, tistih priznanih s strani Združene Velike Lože Anglije - UGLE) ne smejo sodelovati pri delu v neregularnih ložah.
V vsaki državi je lahko (v "regularnem" prostozidarstvu) priznana samo ena Velika Loža, z izjemo nekaterih zveznih držav v ZDA, kjer so kot regularne lože priznane tako tradicionalne Velike lože, kot tudi "Prince Hall" Velike Lože - le te imajo povečini črnsko članstvo in segajo še v čas segregacije in suženjstva, ko belci in črnci - tudi v Prostozidarstvu, česar se večina trenutnih članov sramuje - niso smeli sedeti v isti loži.
V ZDA večina Velikih lož priznavanje novih regularnih lož izvaja po priporočilih Komisije za Informacije o prepoznavanju.

#### Organizacija "višjih" oz. dodatnih stopenj v regularnem Prostozidarstvu
Dodatne stopnje oz. redovi "nad" (v narekovajih, ker noben red ni "višji" kot stopnja Mojstra) 3. stopnjo, se načeloma - vsaj v večjih državah - upravljajo ločeno od Velike Lože, ki pokriva teritorij. V Veliki Britaniji tako za te stopnje skrbijo:
Mark Masons Hall -  Arhivirano 2015-02-08 na Wayback Machine., ki skrbi za naslednje redove (opisani so samo največji): 
- Mark Master Masons (pogoj za vstop: član in Mojster v Modri loži)
- Royal Ark Mariners (pogoj za vstop: član "Mark" lože)
- Knights Templar in Knights of Malta (pogoj za vstop: član in Mojster v Modri loži, član Rdeče (Holy Royal Arch) lože, ter vera v krščanskega troedinega boga; za "Knights of Malta" tudi članstvo v "Knights Templar")
- Red Cross of Constantine, ki je sestavljen iz treh stopenj (pogoj za vstop: član in Mojster v Modri loži, član Rdeče (Holy Royal Arch) lože, ter vera v krščanskega troedinega boga)

Supreme Council of the 33rd Degree  (tudi: Rose Croix, Antient and Accepted Scottish Rite): 
- Škotski red od 3-33 stopnje (pogoj: član Modre lože in Mojster vsaj eno leto, ter vera v krščanskega troedinega boga)

United Grand Chapter of England (edini red, ki je zgodovinsko neposredno povezan z UGLE od združitve leta 1717 naprej - vrhovni častniki v obeh so isti):
- Rdeča loža (Holy Royal Arch) (pogoj: član Modre lože in Mojster vsaj 4 tedne)

## Prostozidarstvo v Avstro-Ogrski
V 18.stoletju je postala ta organizacija, ki se je tedaj še ni držal zlovešč pridih nedovoljenega skrivnega manipuliranja s politično in ekonomsko močjo in svetovnega zarotništva, ena od gonilnih sil razsvetljenstva. Celo habsburški cesar Jožef II. je bil gibanju sprva naklonjen (nekaj kasneje je bilo prostozidarstvo predvsem zaradi delovanja protimonarhistično usmerjene bavarske lože Iluminatov prepovedano v vseh habsburških deželah). Mnogi njegovi uradniki in politični sodelavci so bili prostozidarji. Prva loža na področju zdajšnje Slovenije in tudi širše regije je bila v Mariboru. Ustanovljena je bila leta 1782 v Radvanjskem gradu pod Pohorjem. V Mariboru je ustanovljena loža “Združena srca” (“Zu den vereinigten Herzen”), ki se je leta 1783 preselila v avstrijski Gradec (Graz), kjer s časovnimi presledki deluje še dandanes.
Prva loža je bila v Avstriji odprta na Dunaju leta 1742 kot Velika loža Nemčije. Pod pritiskom cerkve je bilo prostozidarstvo prepovedano, loža pa je prenehala z delovanjem. Po letu 1762 pa so se ponovno začele pojavljati lože v Avstriji, na Češkem, Madžarskem in v Transilvaniji, ki so se poimenovale kot »neodvisne lože« od »Velike lože« v Berlinu. Leta 1784 so te neodvisne lože oblikovale Veliko ložo Avstrije s sedežem na Dunaju, čeprav je bila to v resnici majhna mestna loža.

## Ustanovitve lož v samostojni Sloveniji
Predpogoj za ustanovitev Velike lože je, da morajo predhodno v državi obstajati vsaj tri prostozidarske lože. V Sloveniji obstaja več samostojnih vej, dve od njiju pa tvorita vsaka svojo veliko ložo (Velika loža Slovenije in Velika Regularna Loža Slovenije). Velika loža Slovenije (VLS) gradi v naslednjih ložah:
- 5. oktobra 1996 sta bili ustanovljeni pravi in popolni loži Dialogus in Žiga Zois
- 16. oktobra 1998 je bila vnešena Luč v pravo in popolno ložo Arcus.
- 16. oktobra 1999 je bila ustanovljena Velika loža Slovenije, ki ji je Luč prinesla Velika loža Avstrije.
- 25. marca 2006 je Velika loža Slovenije po 224 letih ponovno vnesla Luč v pooblaščeno ložo Združena srca orient Maribor.
- Leta 2012 je bila ustanovljena loža Olivetum

Velika Regularna Loža Slovenije (VRLS) je izšla iz nekdanje lože Anton Tomaž Linhart, ki je bila ustanovljena 16. novembra 2002 na Bledu. 30. novembra 2010 je bila ta loža ugasnjena in na njeno mesto vstopi loža Concordia. S tem je obudila spomin na prvo ložo na slovenskem etničnem ozemlju iz leta 1773 (Sloga / La Concordia). V VRLS danes delujejo:
- 1. oktobra 2006 sta bili vnešeni luči v pravi in popolni loži »Baron Jurij Vega« in »Simon Gregorčič«.

- 3. novembra 2009 je bila vnešena luč v pravo in popolno ložo »Kralj Salomon«.
- 1. julija 2010 je bila vnešena luč v pravo in popolno ložo »Concordia«, ki deluje na Gorenjskem.
- 9. februarja 2013 je bila vnešena luč v pravo in popolno ložo »Piramida«, ki deluje na Štajerskem.
- 20. oktobra 2014 je Velika Regularna Loža Slovenije bila umeščena s strani Velike lože Francije.
- 9. aprila 2016 je bil v Ljubljani ustanovljen Vrhovni Svet Starega in Sprejetega Škotskega Reda za Slovenijo s strani Vrhovnega Sveta Francije - 1804.
- 8. maja 2018 je bila vnešena luč v pravo in popolno ložo »Libertas«, ki deluje na Dolenjskem.
- 15. novembra 2019 je bila v Skopju vnešena luč v pravo in popolno ložo »Sonce«, ki deluje v Severni Makedoniji.
- 9. novembra 2022 je Velika Regularna Loža Slovenije vnesla luč v Veliko Regularno Ložo Hrvaške

Za ustanovitev vsake lože je pogoj članstvo sedmih prostozidarjev - 3 mojstri, 2 pomočnika in 2 vajenca. Danes je sedež »Velike Lože Slovenije« v Dragomeru pri Ljubljani. Velika loža Slovenije (VLS) ima okoli 350 članov, torej vajencev, pomočnikov in mojstrov prostozidarjev, ki delujejo v šestih "Modrih" ali "Janezovih" ložah. Velika Regularna Loža Slovenije (VRLS) ima okoli 320 članov (vajencev, pomočnikov, mojstrov).
V Sloveniji se lahko Bratje Prostozidarji vključijo (in delujejo v Sloveniji) tudi v: AASR (Ancient and Accepted Scotish Rite, slovensko Stari in sprejeti prostozidarski škotski red), red »Kraljevega oboka« Holy Royal Arch (včasih imenovan tudi "Rdeča" Loža), ter red Vitezev Templarjev (točneje »The United Religious, Military and Masonic Orders of the Temple and of St John of Jerusalem, Palestine, Rhodes and Malta«).
Omenjeni redi niso višji v pomenu nadrejenosti, saj jim je nadrejena Velika Loža Slovenije (ki jim je dovolila delovanje), neposredno pa so - vsaj v primeru Vitezev Templarjev - odgovorni vodstvu reda, ki je v danem primeru v Veliki Britaniji; pač pa omogočajo poglabljanje prostozidarskega znanja. Regularni prostozidar se v dodatne redove, vendar po navadi le v tiste, ki v njegovi državi niso na voljo, včlani v katerikoli državi, ki priznava njegovo veliko ložo - torej, red ki ni dosegljiv na njegovem teritoriju lahko prostozidar prejeme v tujini.
Najslavnejši slovenski prostozidar je bil Jurij Vega, ki so ga našli utopljenega na Dunaju. Njegova smrt do danes ni bila pojasnjena in raziskana.
Lože tako predstavljajo »federacijo« prostozidarskih organizacij v okviru suverenosti Velike Lože. Vendar je smoter prostozidarstva gradnja »templja ljubezni«, »bratske verige«, oziroma »idealne lože«, ki povezuje vse brate na duhovnem nivoju, kakor trdijo prostozidarji. Nekateri so mnenja, da se tudi v prostozidarskih ložah delijo na bolj in manj enake, le da tega ne razglašajo naokoli.

## Stopnje in redi oziroma nazivi v prostozidarstvu
Stopnje članov lože so odvisne od tega, v okviru katerega rituala oz. tradicije je loža ustanovljena. "Modra" loža ima tri stopnje:
1. Vajenec / Entered Apprentice
2. Pomočnik / Fellowcraft
3. Mojster / Master Mason

Lože prav tako poznajo stopnjo - ali, bolje rečeno, pozicijo Častivrednega Mojstra Stola / Worshipful Master. Po Germanski prostozidarski tradiciji je ta stopnja prehodna, po Angleški pa Brat za vedno ostane "Častivredni Brat" z nazivom "Past Master" (Bivši Mojster Stola).
Stopnje po Škotskem ritualu (ki pa suverenost nad prvimi tremi stopnjami priznava "Modri", ali Janezovi loži) so sledeče:
1. Vajenec
2. Pomočnik
3. Mojster
4. Tajni Mojster
5. Veliki Mojster
6. Intimni Sekretar
7. Starešina ali Sodnik
8. Dobavitelji-Gradbeni
9. Mojster Izbranec Deveterice
10. Slavni Izbranec Petnajsterice
11. Vzvišeni izbrani Vitez
12. Veliki Mojster Arhitekt
13. Vitez Kraljevskega Svoda
14. Veliki Izbranec Svetega Svoda ali Vzvišeni Zidar
15. Vitez Orienta ali Meča
16. Princ Jeruzalema
17. Vitez Vzhoda in Zahoda
18. Vitez Rožnega Križa
19. Veliki Prvosvečenik ali Vzvišeni Škot nebesnega Jeruzalema
20. Prečastiti Veliki Mojster
21. Noahit ali pruski Vitez
22. Libana
23. Šef Svetosti
24. Princ Svetosti
25. Vitez Neusmiljene Kače
26. Škotsko Trojstvo ali Princ Zahvale
27. Veliki Poveljnik Hrama/Templja
28. Vitez Sonca
29. Veliki Škot Svetega Andreja
30. Veliki Izbranec Vitez Kadoš
31. Veliki Inšpektor Inkvizitor Poveljnik
32. Vzvišeni Princ Kraljevske Skrivnosti
33. Suvereni Veliki Generalni Inšpektor
34. Vzvišeni in suvereni škotski inšpektor nebesnega Jeruzalema

33* je najvišja stopnja, ki jo priznavajo vse obedience. So pa nekatere prostozidarske organizacije, ki podeljujejo stopnje nad 33*. Te stopnje so nazivi, ki niso sprejeti pri vseh organizacijah in niso mednarodno priznani. Spadajo med častne nazive.
Opomba: nazivi se v slovenskem jeziku zapisujejo z velikimi začetnicami. Po Angleški tradiciji (Antient and Accepted Rite) so člani škotskega reda sprejeti v 18 stopnji, ko pa zapustijo mesto "Mojstra Stola" napredujejo v 30 stopnjo. 31, 32 in 33 stopnja so namenjene voditeljem redu. Po Ameriški (Scottish Rite Nothern / Southern Jurisdicion) člani hitro napredujejo do 32 stopnje, 33 stopnja pa je častna, in namenjena voditeljem redu.

## Monografske publikacije slovenskih piscev
1. France Kidrič: (knjižica ni v COBISS-u)
2. Ivan Ahčin: Prostozidarstvo. Zveza fantovskih odsekov, Ljubljana, 1941.
3. Andrej Dvoršak: V znamenju lože. Delo - Novice, 1994. Knjiga je bila 7 let v bunkerju in šele po razsodbi Ustavnega sodišča, ki je razsodilo, da avtor ni posegal v zasebnost tožnika, brata prostozidarja, ko je zapisal njegovo ime in opisal dogodke v loži, ki jim je bil priča, jo je Delo lahko poslalo v knjigarne, 700 izvodov je odšlo med bralce že ob izidu marca 1994, vendar je bilo že v tisku izbrisanih mnogo imen. V njej avtor opisuje ustanavljanje prostozidarske deputatske lože Illyria pod pokroviteljstvom Velike lože Avstrije in navaja imena nekaterih članov ter podaja zgoščen pregled prostozidarstva na slovenskem ozemlju. Pisana je kot avtorjeva osebna izkušnja s prostozidarji in prostozidarstvom, ki se jo je lotil kot raziskovalni novinar. Podrobno je opisan tudi sprejemni ritual v ložo. COBISS.SI-ID38059776; UDK061.236.61(497.12)
4. Tone Perčič: Prostozidarstvo : zgodovina, zarote, Mladinska knjiga, 2000.
5. Branko Šömen: Molčeče nevidno bratstvo: prostozidarstvo na Slovenskem, Založba Magnolija, 2002. Avtor opisuje razvoj prostozidarstva in ob tem tudi zelo na kratko obdela masonerijo v Sloveniji, hkrati pa se javno izpostavi kot član bratovščine. Knjigi sta pisani z dveh zelo različnih izhodišč, zato skupaj podajata zakroženo celoto masonerije na slovenskem. Zanimivo je, da imata obe knjigi zelo podobno grafično podobo, pri čemer je založba povzela rešitev kotnika in šestila z Delove izdaje, ki je bila prva knjiga o prostozidarstvu po letu 1945 in tretja v Slovenskem jeziku.
6. Binder, Dieter A.: Skrivna družba : zgodovina in simbolika prostozidarjev, Celjska Mohorjeva družba, 2008. Knjiga je prevod dela istega avtorja z naslovom »Die diskrete Gesellschaft«. Vsebuje dodatek o prostozidarstvu in prostozidarjih na Slovenskem (avtorja dodatnega besedila Matevž Košir, Peter Vodopivec). COBISS.SI-ID: 238308096.
7. Košir, Matevž: Zgodovina prostozidarstva na Slovenskem, Ljubljana : Založba Modrijan, 2015. - 528 str. Knjiga vsebuje bogato slikovno gradivo ter ponuja celovit pregled zgodovine slovenskega prostozidarstva v mednarodnem kontekstu, od 18. stoletja do začetka 21. stoletja na podlagi izvirnih dokumentov. ISBN 978-961-241-895-3. 061.251(497.4)(091). COBISS.SI-ID 279337728.
8. Manenti, Luca G: Helebarda in šestilo – italijansko prostozidarstvo in boj za Trst, in Skrivnost Lože. Zbornik prispevkov z mednarodnega simpozija Prostozidarstvo v Srednji Evropi, Narodni muzej Slovenije, Ljubljana, 11 maj 2017, Ljubljana, Narodni muzej Slovenije, 2018, pp. 95-110.
9. Skrivnost lože: zbornik prispevkov z mednarodnega simpozija Prostozidarstvo v Srednji Evropi, Narodni muzej Slovenije, Ljubljana, 11. maj 2017 ISBN 978-961-6981-26-2 :